# Макеев, Андрей Гениевич
Андрей Гениевич Маке́ев (3 февраля 1952, Петрозаводск, Карело-Финская ССР, СССР — 13 сентября 2021, Санкт-Петербург) — советский российский баскетболист, Мастер спорта СССР международного класса (1976).

## Биография
Воспитанник ДЮСШ № 4 Петрозаводска (тренеры В. Г. Викторов, О. Г. Берников).
Окончил в 1980 году Ленинградский институт советской торговли.
В середине 2000-х работал тренером в ЖБК «Балтийская звезда». Затем тренировал команду инвалидов-колясочников «БасКи».
В Совете Федерации баскетбола Санкт-Петербурга возглавлял спортивно-массовую комиссию.

## Карьера и достижения
- Победитель первенства РСФСР среди школьников в 1968 году
- С 1969 года выступал в «Спартаке» (Ленинград).
- Чемпион Европы среди юниоров в 1970 году
- Бронзовый призёр ОИ-76.
- Чемпион СССР 1975
- Серебряный призёр чемпионатов СССР — 1970-74, 1976, 1978
- Бронзовый призёр чемпионатов СССР — 1969, 1981
- Серебряный призёр VI Спартакиады народов СССР (1975).
- Обладатель Кубка СССР 1978
- Обладатель Кубка обладателей кубков европейских стран 1973, 1975.